# Filip Krovinovic
Filip Krovinovic (ur. 29 sierpnia 1995 w Zagrzebiu) – chorwacki piłkarz grający na pozycji pomocnika w Hajduk Split.

## Sukcesy

### SL Benfica
- Mistrz Portugalii: 2018/2019

### Hajduk Split
- Puchar Chorwacji: 2021/2022
- Puchar Chorwacji: 2022/2023[4]